# Campeonato de las Antillas Francesas 2016
El Campeonato de las Antillas Francesas 2016 fue la edición número 37 del Campeonato de las Antillas Francesas.

## Equipos participantes
En esta edición participaron dos representantes de la División de Honor de Guadalupe y dos representantes del Campeonato Nacional de Martinica.
| Equipo           | Método de clasificación                              |
| ---------------- | ---------------------------------------------------- |
| CS Moulien       | Primero de la División de Honor de Guadalupe 2014-15 |
| La Gauloise      | Segundo de la División de Honor de Guadalupe 2014-15 |
| L'Étoile         | Tercero de la División de Honor de Guadalupe 2014-15 |
| Siroco           | Cuarto de la División de Honor de Guadalupe 2014-15  |
| Golden Lions FC  | Primero del Campeonato Nacional de Martinica 2014-15 |
| Club Franciscain | Segundo del Campeonato Nacional de Martinica 2014-15 |
| Club Colonial    | Tercero del Campeonato Nacional de Martinica 2014-15 |
| Aiglon           | Cuarto del Campeonato Nacional de Martinica 2014-15  |

## Cuartos de final

### Semifinales de Guadalupe
| Local       | Resultado | Visitante   | Fecha       |
| ----------- | --------- | ----------- | ----------- |
| Siroco      | 0 - 2     | CS Moulien  | 5 de abril  |
| CS Moulien  | 1 - 0     | Siroco      | 13 de abril |
|             |           |             |             |
| L'Étoile    | 2 - 2     | La Gauloise | 5 de abril  |
| La Gauloise | w/o       | L'Étoile    | 13 de abril |

### Semifinales de Martinica
| Local            | Resultado | Visitante        | Fecha         |
| ---------------- | --------- | ---------------- | ------------- |
| Club Colonial    | 0 - 2     | Club Franciscain | 23 de febrero |
| Club Franciscain | 1 - 0     | Club Colonial    | 9 de marzo    |
|                  |           |                  |               |
| Aiglon           | 0 - 2     | Golden Lions FC  | 24 de febrero |
| Golden Lions FC  | 2 - 2     | Aiglon           | 18 de marzo   |

## Semifinales

### Final de Guadalupe
| Local      | Resultado     | Visitante   | Fecha      |
| ---------- | ------------- | ----------- | ---------- |
| CS Moulien | P(4- 2) 1 - 1 | La Gauloise | 21 de mayo |

### Final de Martinica
| Local            | Resultado | Visitante       | Fecha      |
| ---------------- | --------- | --------------- | ---------- |
| Club Franciscain | 1 - 0     | Golden Lions FC | 21 de mayo |

## Final
| Local            | Resultado | Visitante  | Fecha       |
| ---------------- | --------- | ---------- | ----------- |
| Club Franciscain | 0 - 1     | CS Moulien | 11 de junio |

| Bandera de Guadalupe (Francia) |
| CS Moulien                     |
| Campeón                        |